# When Everything Comes To An End
When Everything Comes To An End är en singel från Stockholmsbandet Plan Three och gavs ut den 5 november 2014 av skivbolaget Ninetone Records, med distribution av Universal Music.
Låten spelades in i Sidelake Studios samt Ramtitam Studios och producerades av Kristoffer Folin, Plan Three och Patrik Frisk, mastrad av Lars Norgren.
Inför släppet av albumet Wish I Was Stormborne gjordes en ny mix av låten som ligger med som sista spår på skivan.
I musikvideon till låten kan man skymta Viktor Markowicz som senare kom att ta över som sångare i bandet.